# Gongylidioides cucullatus
Gongylidioides cucullatus là một loài nhện trong họ Linyphiidae.
Loài này thuộc chi Gongylidioides. Gongylidioides cucullatus được Ryoji Oi miêu tả năm 1960.